# آلن بلکبرن
آلن بلکبرن (انگلیسی: Alan Blackburn; ۴ اوت ۱۹۳۵ – ژانویه ۲۰۱۴ (۷۸ ساله)) بازیکن فوتبال اهل بریتانیا بود.
از باشگاه‌هایی که در آن بازی کرده‌است می‌توان به باشگاه فوتبال هالیفاکس تاون، باشگاه فوتبال مارگیت، و باشگاه فوتبال وستهام یونایتد اشاره کرد.